# Дворец „Цифра“
Дворецът „Цифра“ (на унгарски: Cifrapalota) е сграда в стил Ар нуво в Кечкемет. Била е жилищен блок, а сега се използва като художествена галерия.
Дворецът се намира на кръстовището на бул. „Ракоци“ и площад „Сабадшаг“. Проектиран е през 1902 г. в стил Ар Нуво от Геза Маркуш. Първоначално в сградата са функционирали магазини, апартаменти и търговско казино, днес в нея се помещава Галерия „Кечкемет“.
Най-важните характеристики на сградата: на фасадата има цветна майолика, в която доминират фолклорните мотиви, а вълнообразен завършек на двуетажната фасада е богато украсеният висок покрив. И тук – както и при Кметството – майоликата на фасадата и керемидите на покрива са изготвени във фабриката за порцелан „Жолнаи“.

## Галерия
Дворецът „Цифра“ е домакин на Галерия „Кечкемет“ от 1983 г. насам. В музея се съхраняват три важни колекции. Една от тях е дарена от Марцел Немеш. Немеш е най-известният колекционер на изкуство от началото на века. През 1911 г. дарява на града 81 картини, предимно произведения на унгарски художници от миналия век и съвременни. Повечето от тях са много ценни още по онова време: картини на Михай Мункачи, Берталан Секей, Йодьон Марфи, Лайош Гулачи, Йожеф Рипл-Ронаи, Янош Васари, Дежьо Циган.
Втората колекция е сбирка на Ищван Фаркаш и Ференц Глюкс. Ференц Глюкс е будапещенски пекар, той купува от синовете на известния художник Ищван Фаркаш някогашната колекция „Волфнер“. Йожеф Волфнер е издател на списание „Изкуство“, а също и меценат. Изплаща стипендии на художници, най-прочути от които са Ласло Меднянски и Ищван Над, а в замяна иска творбите, нарисувани в периода на получаваната стипендия. Благодарение на това най-голямата колекция „Меднянски“ в страната се намира в Галерия „Кечкемет“.
Третата и в същото време най-голяма колекция е тази на Менхерт Тот (1904 – 1980), която се състои от 2000 платна и 8000 графики.
От 2002 г. тук се провежда Националната изложба за изящни и приложни изкуства "Биенале на съвременната християнска иконография”. Освен с творбите, изложени в музея, колекцията непрекъснато се обогатява чрез дарения на експониращите тук творбите си художници и чрез закупуване на творби. Куратор на изложбите е Ласло Дердядес младши.
През 2008 г. е организирана изложба „Мункачи“, отворена за посещения до 24 април.
По-голямата част от залите на втория етаж, предназначени за унгарска живопис от ХХ век, са заети от творби на Менхерт Тот, пътуващи изложби се формират от подбрани произведения от галерията.
|  | Тази страница частично или изцяло представлява превод на страницата Cifrapalota в Уикипедия на унгарски. Оригиналният текст, както и този превод, са защитени от Лиценза „Криейтив Комънс – Признание – Споделяне на споделеното“, а за съдържание, създадено преди юни 2009 година – от Лиценза за свободна документация на ГНУ. Прегледайте историята на редакциите на оригиналната страница, както и на преводната страница, за да видите списъка на съавторите. ВАЖНО: Този шаблон се отнася единствено до авторските права върху съдържанието на статията. Добавянето му не отменя изискването да се посочват конкретни източници на твърденията, които да бъдат благонадеждни. |